# Orel Grinfeeld
Orel Grinfeeld (Hebreeuws: אוראל גרינפלד') (Kirjat Jam, 21 augustus 1981) is een Israëlisch voetbalscheidsrechter. Hij is in dienst van FIFA en UEFA sinds 2012. Ook leidt hij wedstrijden in de Ligat Ha'Al.
Op 12 juli 2012 leidde Grinfeeld zijn eerste wedstrijd in Europees verband tijdens een wedstrijd tussen FC Šiauliai en Levadia Tallinn in de eerste voorronde van de Europa League; het eindigde in 2–1 voor de thuisploeg en de Israëlische leidsman gaf zes gele kaarten. Zijn eerste interland floot hij op 24 maart 2016, toen Oekraïne met 1–0 won van Cyprus door een doelpunt van Taras Stepanenko. Tijdens dit duel gaf Grinfeeld twee gele kaarten.

## Interlands
| Datum             | Plaats                     | Wedstrijd               | Uitslag | Competitie             | Kreeg geel | Kreeg voor de tweede keer geel en dus rood | Weggestuurd |
| ----------------- | -------------------------- | ----------------------- | ------- | ---------------------- | ---------- | ------------------------------------------ | ----------- |
| 24 maart 2016     | Odessa, Oekraïne           | Oekraïne – Cyprus       | 1 – 0   | Vriendschappelijk      | 2          | 0                                          | 0           |
| 5 september 2017  | Wenen, Oostenrijk          | Oostenrijk – Georgië    | 1 – 1   | WK 2018 kwalificatie   | 2          | 0                                          | 0           |
| 8 oktober 2017    | Vilnius, Litouwen          | Litouwen – Engeland     | 0 – 1   | WK 2018 kwalificatie   | 1          | 0                                          | 0           |
| 11 september 2018 | Turku, Finland             | Finland – Estland       | 1 – 0   | Nations League 2018/19 | 2          | 0                                          | 0           |
| 15 november 2018  | Brussel, België            | België – IJsland        | 2 – 0   | Nations League 2018/19 | 3          | 0                                          | 0           |
| 23 maart 2019     | Udine, Italië              | Italië – Finland        | 2 – 0   | EK 2020 kwalificatie   | 3          | 0                                          | 0           |
| 10 september 2019 | Luxemburg, Luxemburg       | Luxemburg – Servië      | 1 – 3   | EK 2020 kwalificatie   | 5          | 0                                          | 0           |
| 16 november 2019  | Mönchengladbach, Duitsland | Duitsland – Wit-Rusland | 4 – 0   | EK 2020 kwalificatie   | 1          | 0                                          | 0           |
| 10 oktober 2020   | Kiev, Oekraïne             | Oekraïne – Duitsland    | 1 – 2   | Nations League 2020/21 | 3          | 0                                          | 0           |
| 18 november 2020  | Chorzów, Polen             | Polen – Nederland       | 1 – 2   | Nations League 2020/21 | 3          | 0                                          | 0           |
| 28 maart 2021     | Tirana, Albanië            | Albanië – Engeland      | 0 – 2   | WK 2022 kwalificatie   | 5          | 0                                          | 0           |
| 17 juni 2021      | Amsterdam, Nederland       | Nederland – Oostenrijk  | 2 – 0   | EK 2020                | 3          | 0                                          | 0           |
| 16 november 2021  | Praag, Tsjechië            | Tsjechië – Estland      | 2 – 0   | WK 2022 kwalificatie   | 5          | 0                                          | 0           |
| 5 juni 2022       | Lissabon, Portugal         | Portugal – Zwitserland  | 4 – 0   | Nations League 2022/23 | 3          | 0                                          | 0           |
| 13 juni 2022      | Saint-Denis, Frankrijk     | Frankrijk – Kroatië     | 0 – 1   | Nations League 2022/23 | 4          | 0                                          | 0           |
| 24 maart 2023     | Solna, Zweden              | Zweden – België         | 0 – 3   | EK 2024 kwalificatie   | 4          | 0                                          | 0           |
| 16 juni 2023      | Warschau, Polen            | Polen – Duitsland       | 1 – 0   | Vriendschappelijk      | 2          | 0                                          | 0           |
| 7 september 2024  | Tbilisi, Georgië           | Georgië – Tsjechië      | 4 – 1   | Nations League 2024/25 | 5          | 0                                          | 0           |
| 15 november 2024  | Glasgow, Schotland         | Schotland – Kroatië     | 1 – 0   | Nations League 2024/25 | 3          | 1                                          | 0           |
| 24 maart 2025     | Londen, Engeland           | Engeland – Letland      | 3 – 0   | WK 2026 kwalificatie   | 3          | 0                                          | 0           |

Laatst bijgewerkt op 19 november 2024.